# Obwód omski
Obwód omski (ros. Омская область) – jednostka administracyjna Federacji Rosyjskiej w składzie Syberyjskiego Okręgu Federalnego. Miasta obwodu: Isilkul, Kałaczinsk, Nazywajewsk, Tara, Tiukalinsk.

## Geografia
Obwód położony jest w południowej Syberii. Od zachodu i północy graniczy z obwodem tiumeńskim, od wschodu z obwodem tomskim i obwodem nowosybirskim, a od południa z Kazachstanem.

### Strefa czasowa
Obwód omski należy do omskiej strefy czasowej (OMST): do 25 października 2014 UTC+06:00 przez cały rok, od 26 października 2014 UTC+06:00 przez cały rok. Jeszcze wcześniej, przed 27 marca 2011 roku, obowiązywał czas standardowy (zimowy) strefy UTC+06:00, a czas letni – UTC+07:00.

## Historia
Pierwszy raz obwód utworzono w 1822 w czasie reform hrabiego Michaiła Spierańskiego. W następnych latach nazwy i granice regionu zmieniały się wielokrotnie: obwód kirgizów syberyjskich (od 1854), obwód akmoliński (od 1868), obwód omski (od 1917), gubernia omska (od 1918). W 1925 obwód zlikwidowano włączając jego terytorium w skład kraju syberyjskiego. Ponownie obwód utworzono 7 grudnia 1934 i po kilku korektach od 1943 funkcjonuje w dzisiejszych granicach.

## Podział administracyjny
1. azowski niemiecki rejon narodowy
2. rejon bolszereczenski
3. rejon bolszeukowski
4. rejon gorkowski
5. rejon znamieński
6. rejon isilkulski
7. rejon kałaczinski
8. rejon kołosowski
9. rejon kormiłowski
10. rejon krutinski
11. rejon lubiński
12. rejon marjanowski
13. rejon moskalenski
14. rejon muromcewski
15. rejon nazywajewski
16. rejon niżnieomski
17. rejon nowowarszawski
18. rejon odeski
19. rejon okoniesznikowski
20. rejon omski
21. rejon pawłogradski
22. rejon połtawski
23. rejon rusko-polański
24. rejon sargatski
25. rejon siedielnikowski
26. rejon tawryczeski
27. rejon tarski
28. rejon tiewrizski
29. rejon tiukalinski
30. rejon ust-iszimski
31. rejon czerłakski
32. rejon szierbakulski

## Tablice rejestracyjne
Tablice pojazdów zarejestrowanych w obwodzie mają oznaczenie 55 w prawym górnym rogu nad flagą Rosji i literami RUS.